# Lissoclinum textile
Lissoclinum textile är en sjöpungsart som beskrevs av Monniot 200. Lissoclinum textile ingår i släktet Lissoclinum och familjen Didemnidae. Inga underarter finns listade i Catalogue of Life.